# Трескоре Балнеарио
Треско̀ре Балнеа̀рио (на италиански: Trescore Balneario; на ломбардски: Trescur Balneare, Трескур Балнеаре) е град и община в Северна Италия, провинция Бергамо, регион Ломбардия. Разположен е на 271 m надморска височина. Населението на общината е 9760 души (към 2018 г.).